# Domenico Marchetti
Domenico Marchetti, né en 1626 à Padoue et mort dans cette même ville le 13 juillet 1688, est un médecin et chirurgien italien.

## Biographie
Fils de Pietro Marchetti, Domenico Marchetti nait à Padoue en 1626. Il commence de bonne heure ses études médicales sous son père et est nommé fort jeune encore coadjuteur de Johann Vesling. Il succéda à cet anatomiste dans la chaire qu’il occupait à l’université, et il marcha sur ses traces dans le traité d’anatomie qu’il publia. Haller faisait cas de cet ouvrage et regrettait qu’il ne fût pas plus connu. Antoine Portal en a fait un long extrait, mais qui ne donne pas une idée bien exacte de ce qui en fait le mérite. Marchetti soutient Harvey contre Riolan, et démontre, en présence de Thomas Bartholin, qu'un liquide injecté dans les artères passe dans les veines. Marchetti mourut le 13 juillet 1688.

## Œuvres
- Anatomia. Cui responsiones ad Riolanum anatomicum parisiensem, in ipsius animadversionibus contra Veslingium, additæ sunt, Padoue, 1652, in-4° ; ibid., 1654, in-4° ; Harderwijk, 1656. in-12. Accedit Petri de Marchettis nova observatio et curatio chirurgica, edita in lucem a Jacobo Marsini Germano, Leyde, 1688, in-12.